# Pigeon trocaz
Vous lisez un « article de qualité » labellisé en 2013.
Columba trocaz
Espèce
Synonymes
- Columba laurivora Webb, Berthelot & Moquin-Tandon, 1841
- Trocaza bouvryi Bonaparte, 1855

Statut de conservation UICN

 LC  : Préoccupation mineure
 3.1 
Le Pigeon trocaz (Columba trocaz) est une espèce d'oiseaux de la famille des Columbidae et endémique de l'île de Madère. C'est un oiseau gris avec une gorge rosée, une marque argentée sur la nuque, et qui se distingue du Pigeon ramier (C. palumbus), fortement apparenté, par l'absence de marques blanches sur ses ailes. Son cri est un gazouillis caractéristique de quatre notes, un peu plus faible que celui du Pigeon ramier. Malgré son aspect volumineux et sa longue queue, il a un vol rapide et direct.
Le Pigeon trocaz se reproduit dans la laurisylve. Il pond un œuf blanc dans un fragile nid de brindilles. Ses effectifs ont chuté après la colonisation de l'archipel par les hommes, et l'espèce a été complètement éradiquée de l'île de Porto Santo. La principale cause de ce déclin est la destruction de son habitat par la déforestation, mais la chasse et la prédation des nichées par des espèces introduites, comme les rats, ont aussi contribué à cette baisse de la population. La protection des forêts de Lauraceae et l'interdiction de la chasse ont permis aux effectifs d'augmenter à nouveau récemment, mais cette espèce est toujours menacée.

## Description

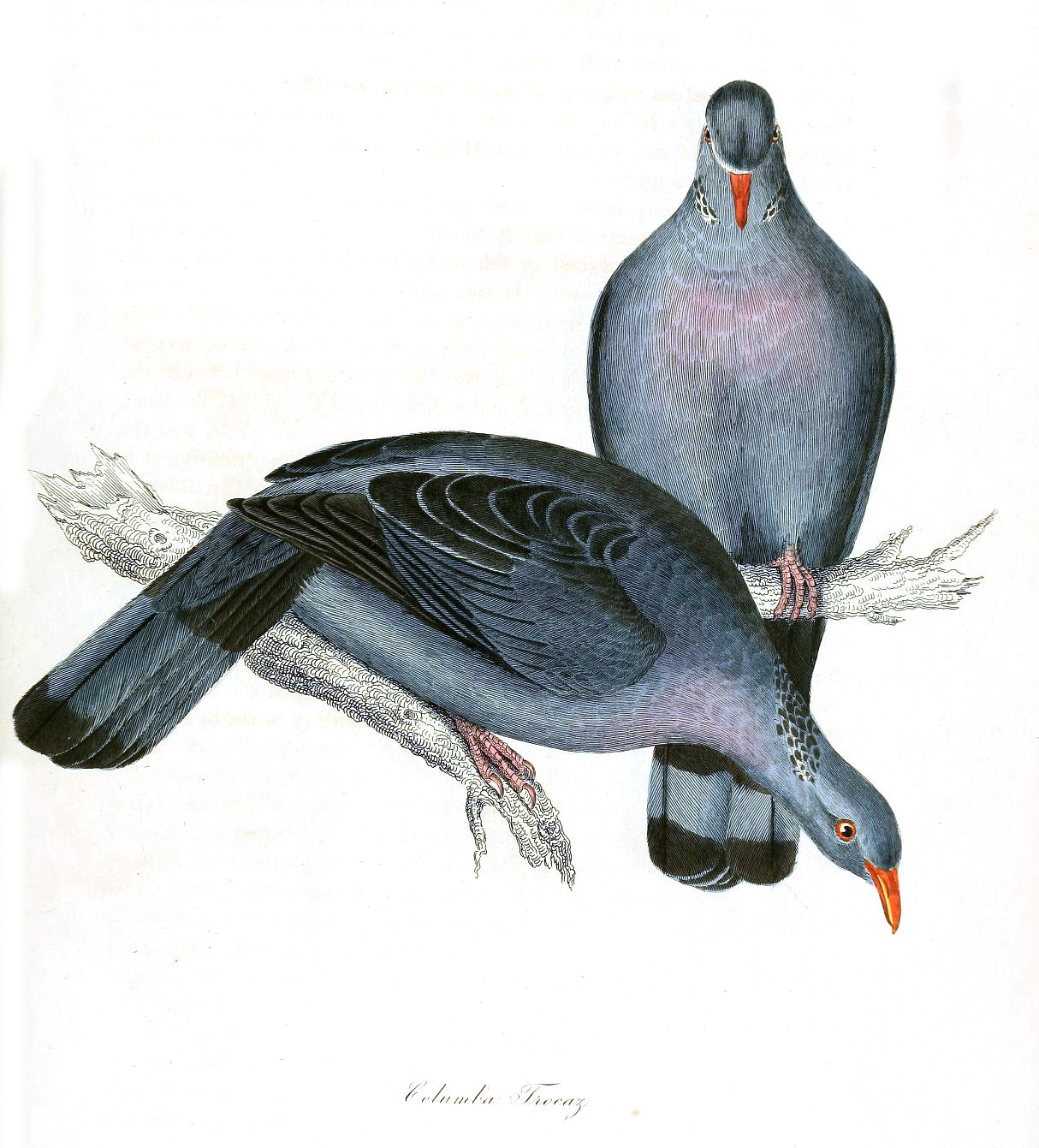
Vieille illustration basée sur un spécimen obtenu par M. Carruthers de Madère en 1827

### Morphologie
Le Pigeon trocaz est un oiseau gris foncé mesurant 40 à 45 cm de long pour une envergure de 68 à 74 cm. Le haut de son dos a une coloration violette, et prend une teinte verte en bas de la nuque. Les côtés de la nuque sont blanc argenté. Le reste du manteau, les scapulaires, les couvertures alaires, le dos et le croupion sont uniformément gris ardoise foncé. La queue est noirâtre avec une large bande gris pâle, et les rémiges sont principalement noires, bordées de blanc. Le haut de la poitrine est rosâtre, se fondant progressivement dans le gris du corps. L'iris est jaune. Le bec a une pointe jaune et une base rouge violacé, et une cire saupoudrée de blanc. Les pattes et les doigts sont rouges. Mâles et femelles sont d'apparence similaire, mais les jeunes ont généralement un plumage plus marron, et les marques argentées au niveau du cou ne sont pas encore visibles ; ils sont toutefois plus gris que le jeune Pigeon ramier. Les plumes alaires et les scapulaires ont le bord chamoisé, donnant une apparence écaillée aux ailes des immatures.

### Espèces similaires
Le Pigeon ramier possédait une sous-espèce, le pigeon ramier de Madère (Columba palumbus maderensis), assez mal définie et aujourd'hui éteinte qui vivait à Madère. Cette sous-espèce est plus pâle que le Pigeon trocaz et a des marques blanches sur les ailes et une iridescence verte plus étendue sur la nuque, mais a disparu avant 1924. Le Pigeon de Bolle (C. bollii) est plus semblable en apparence au Pigeon trocaz, mais il n'a pas les marques blanchâtres sur le cou et il possède une poitrine avec plus de rose. Cependant, cette espèce est endémique aux îles Canaries, et son aire de répartition ne chevauche pas celle du Pigeon trocaz. Les seuls autres pigeons présents à Madère sont les représentants féraux du Pigeon biset (C. livia). Ce dernier est plus mince, a des ailes plus pointues et une queue beaucoup plus petite. Il a souvent des marques alaires sombres, et son vol est plus léger.

## Comportement

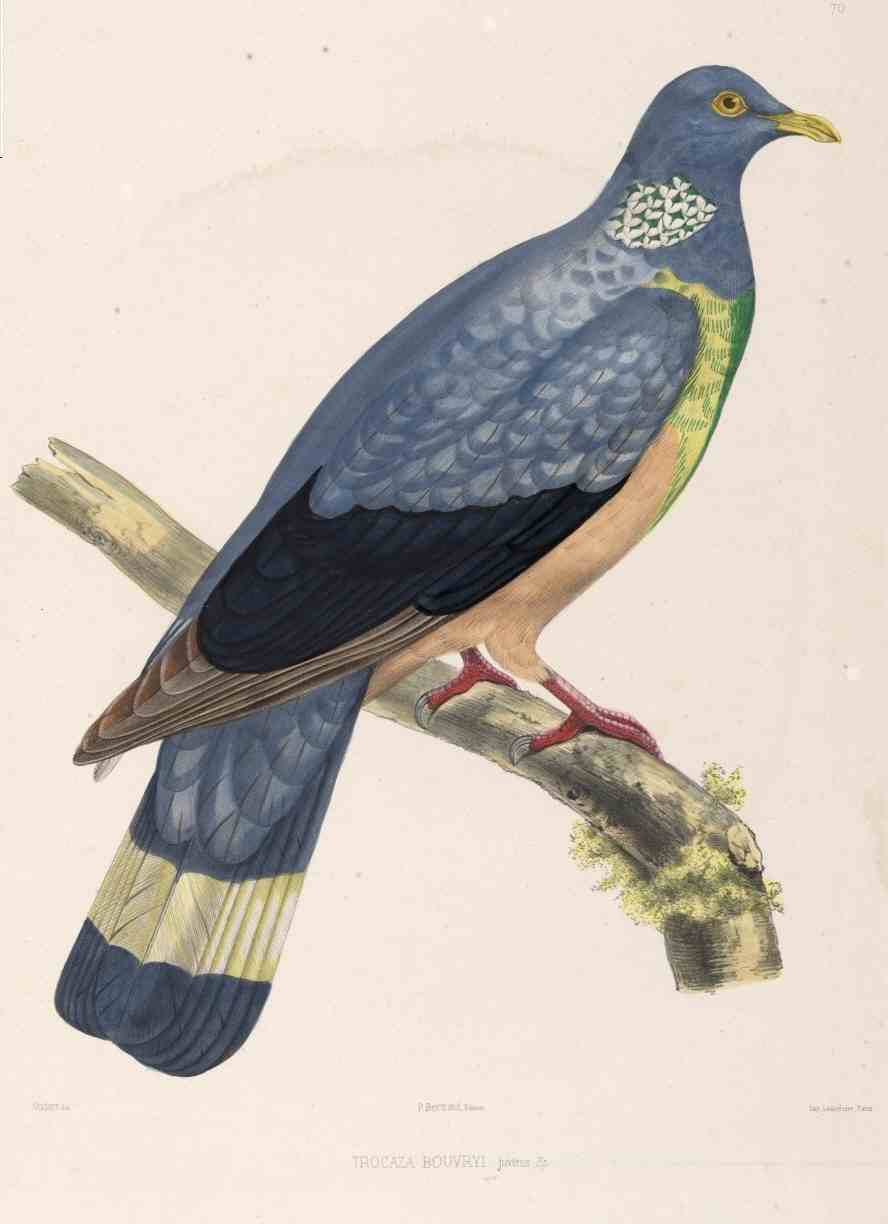
Dessin figurant dans lIconographie des Pigeons de C. L. Bonaparte publiée en 1855, où l'ornithologiste décrit l'espèce sous le nom de Trocaza bouvryi.

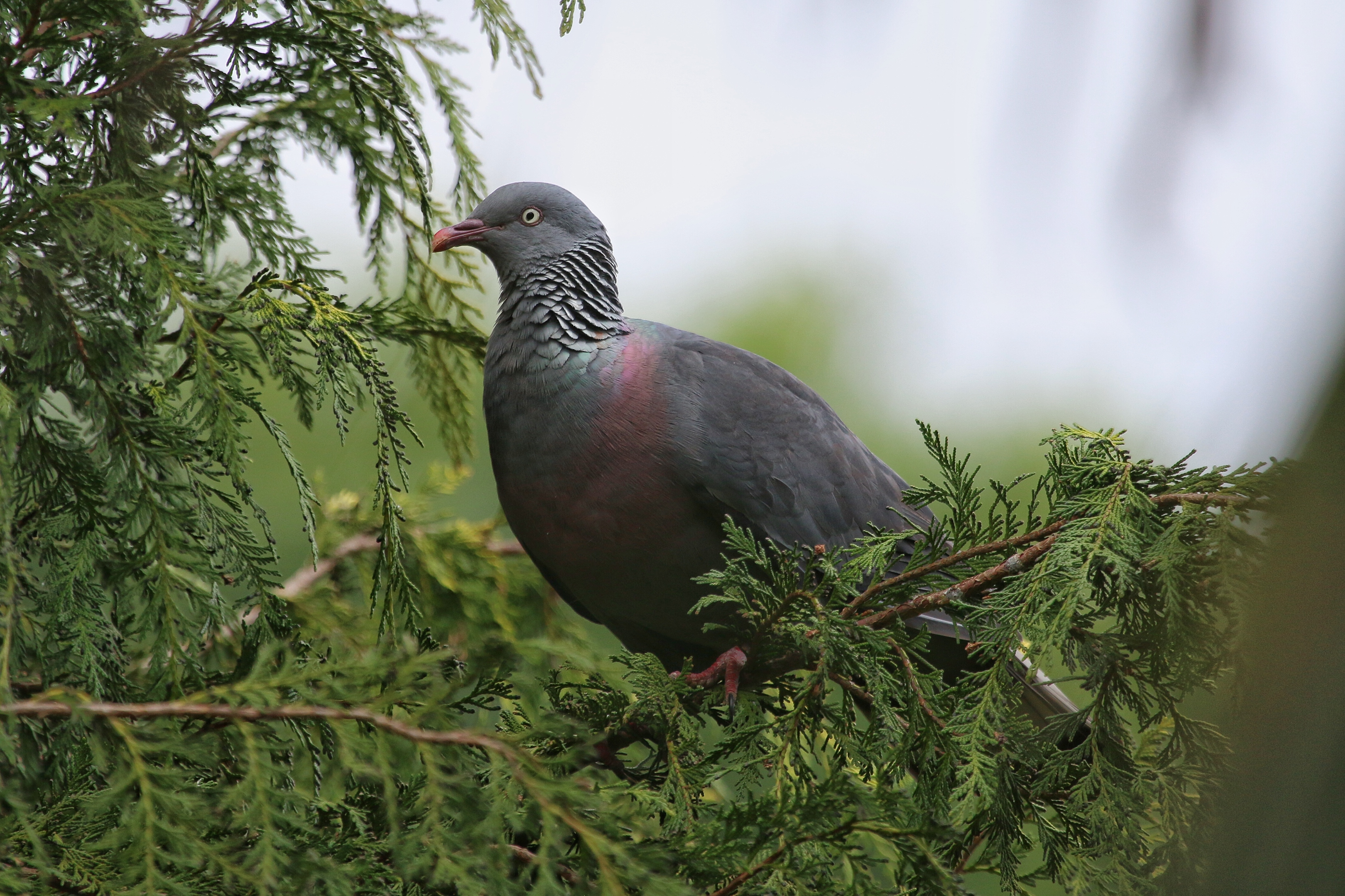
Pigeon Trocaz au Monte Palace Jardin Tropical, Madère,8 juin 2019.

Le Pigeon trocaz est une espèce timide qui passe le plus clair de son temps abrité dans la laurisylve, où il se nourrit en petits groupes dans les arbres ou au sol. Ils forment occasionnellement des groupes plus importants quand la nourriture est abondante. Il est moins timide lorsque les ressources se font rares, et sort alors de la laurisylve pour gagner les terres agricoles où il peut atteindre des concentrations inhabituelles. Lorsqu'il est effrayé, il s'envole plus calmement que le Pigeon ramier et peut voler sur de longues distances pour s'éloigner. Le cri du Pigeon trocaz est semblable à celui du Pigeon ramier, bien que plus calme, et peut être transcrit comme un cou cou cou couk.

### Alimentation

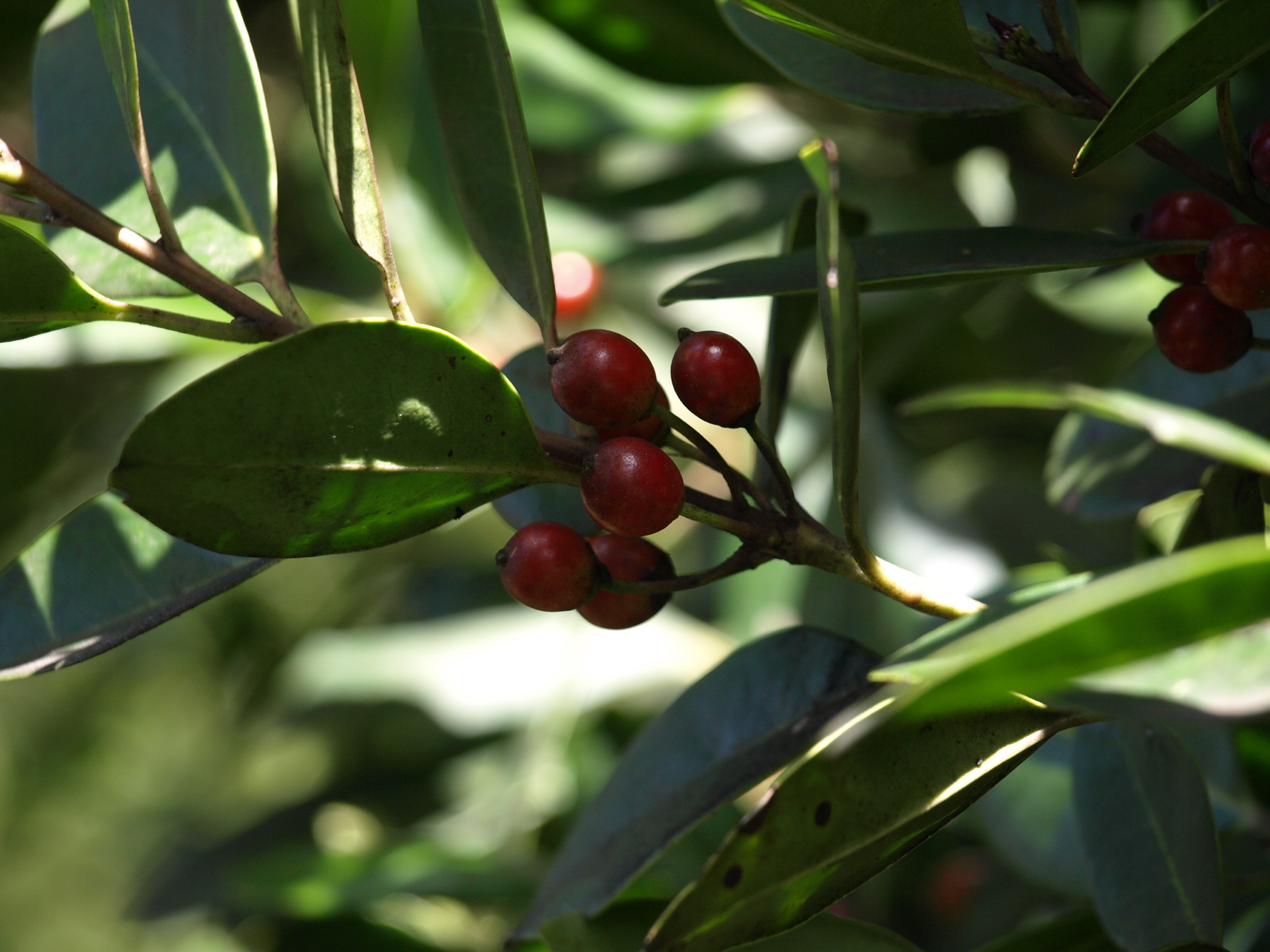
Les fruits et les feuilles d'Ilex canariensis entrent dans l'alimentation du Pigeon trocaz.

Le Pigeon trocaz est exclusivement herbivore. Près de 60 % de son régime alimentaire est composé de fruits, le reste étant des feuilles, et 1 % de fleurs. Les fruits d'Ocotea foetens, Laurus azorica et Persea indica, les fruits et les feuilles d'Ilex canariensis et les fleurs et les feuilles des espèces du genre Sonchus ou d'Apium nodiflorum sont les aliments les plus appréciés de cet oiseau,. La plupart des graines ressortent du système digestif comme intactes, à l'exception de celles de Laurus azorica, qui sont endommagées lors de la digestion. Les fruits sont le principal composant de l'alimentation du pigeon quand ils sont disponibles en grande quantité en automne et en hiver, tandis qu'au printemps et en été, lorsqu'ils se font plus rares, le pigeon consomme principalement des feuilles. Une étude a révélé que 27 % des feuilles consommées provenaient d'arbres indigènes, en particulier d'Ilex canariensis, 61 % provenaient d'herbes et d'arbustes, et près de 10 % d'espèces d'arbres introduites, principalement des pommiers et des pêchers. Ce pigeon est mal vu des agriculteurs car il lui arrive de s'attaquer aux récoltes, notamment celles de choux. Les matières fécales des pigeons vivant dans des zones agricoles contiennent peu de plantes sauvages, tandis qu'a contrario les échantillons provenant de forêts contiennent peu d'espèces cultivées. On pense donc que seuls certains oiseaux vont dans les cultures. C'est en hiver qu'il est le plus fréquent de voir le pigeon s'alimenter dans les terres agricoles, alors que les fruits sont disponibles en grandes quantités dans les forêts. Ce n'est donc pas la pénurie de nourriture qui le pousse à visiter les terres cultivées, mais plutôt son côté opportuniste. Cependant, lorsque la récolte des fruits de lauriers est pauvre, un grand nombre de pigeons peuvent quitter la forêt pour se nourrir de choux, de cerises en fleurs et de sarments. Le rat peut être un concurrent pour la nourriture à certains endroits de l'île.

### Reproduction
Les jeunes pigeons peuvent se reproduire dès leur première année, et la nidification a lieu tout au long de l'année, mais surtout de février à juin. Le comportement en période de reproduction est similaire à celui du Pigeon ramier : le mâle s'envole, claque des ailes, puis redescend avec la queue et les ailes bien déployées. Cette parade nuptiale peut être répétée deux ou trois fois avant que l'oiseau ne retourne à son perchoir. Au sol, le mâle salue ensuite sa compagne avec son cou gonflé pour bien montrer ses taches irisées. Pendant ce temps, la queue est relevée, déployée, puis refermée. Il accompagne sa cour par des cris. Le nid est typique des pigeons : une structure fragile faite de brindilles et d'herbes généralement placée en haut d'un arbre dans la forêt, et plus rarement au sol ou dans les anfractuosités d'une falaise. La femelle pond un œuf lisse et blanc, parfois deux, mais aucun nid avec deux poussins n'a jamais été retrouvé. Les œufs, de 3  à   5 cm de long, sont couvés pendant 19 à 20 jours. Les jeunes sont capables de voler dans les 28 jours, et sont indépendants dans les huit semaines suivant leur éclosion.4

## Répartition et habitat

Aire de répartition du Pigeon trocaz.

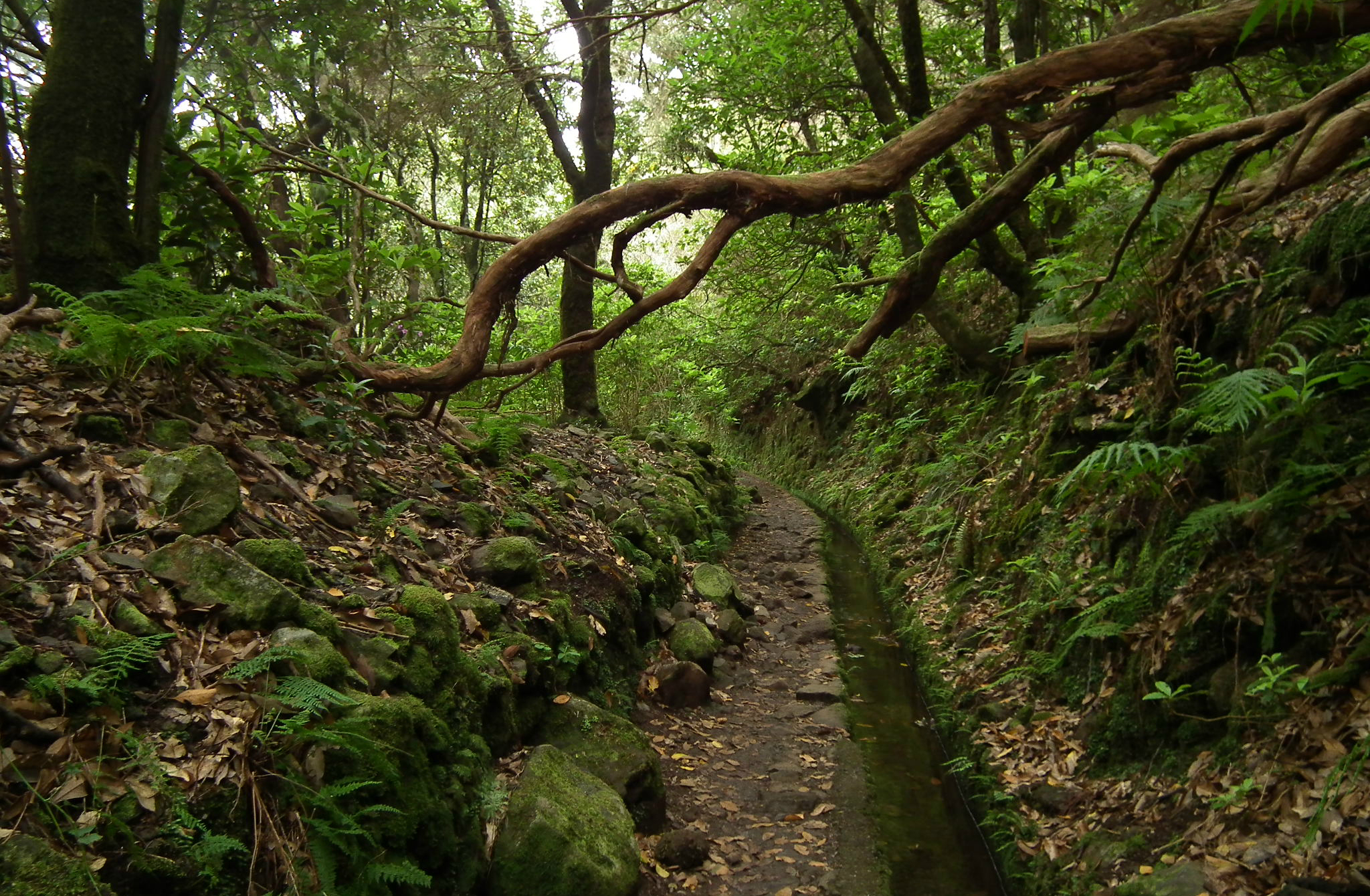
La forêt de lauriers à Madère.

Le Pigeon trocaz est endémique de l'île montagneuse principale de l'archipel de Madère, même s'il se reproduisait également autrefois sur l'île voisine de Porto Santo. On le rencontre principalement sur le versant nord de la montagne, mais aussi dans le sud où la forêt de lauriers, son habitat privilégié, existe encore. Son habitat naturel est la grande laurisylve ou les denses peuplements de Bruyère arborescente, qui sont couverts de nuages pendant la majeure partie de l'année. Ces forêts sont principalement constituées de Laurus azorica, Ocotea foetens, Persea indica, Apollonias barbujana, Myrica faya, Clethra arborea et Picconia excelsa. Le Pigeon trocaz préfère les forêts primaires, mais visite également les forêts exploitées et les terres agricoles à la recherche de nourriture, surtout lorsqu'il y a pénurie de fruits. La plupart des individus vivent en dessous de 1 000 m, et leur environnement préférentiel est constitué de fortes pentes et de ravins le long de cours d'eau artificiels, avec occasionnellement un grand laurier mort et d'autres en meilleure santé. Cette espèce est très mobile entre les différentes zones à différents moments de l'année. On la rencontre à proximité de la côte, là où les activités humaines n'ont pas modifié l'habitat d'origine.

## Taxinomie et systématique

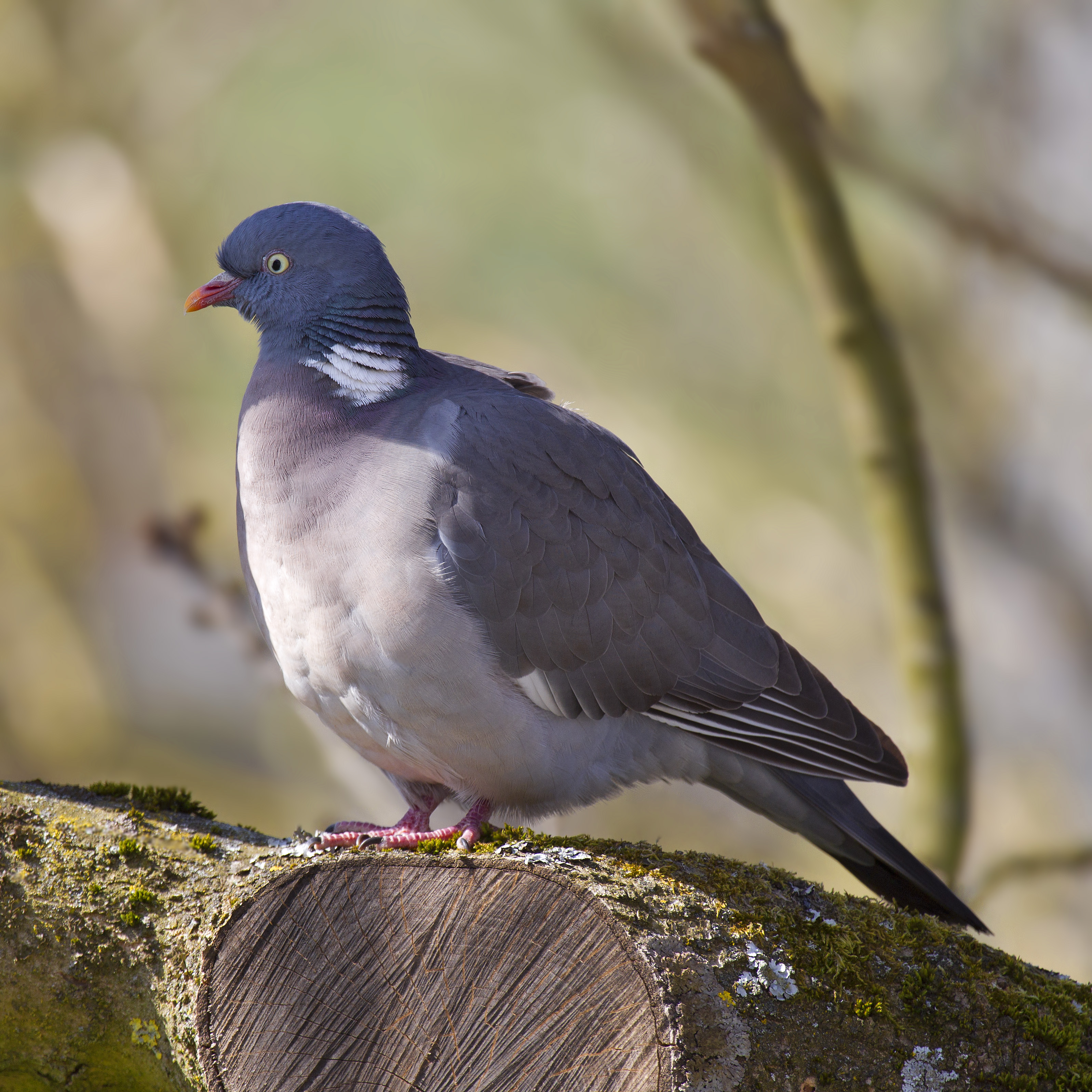
Le Pigeon ramier est le plus proche parent du Pigeon trocaz, et des populations ancestrales de ramiers auraient pu donner naissance à l'espèce madérienne.

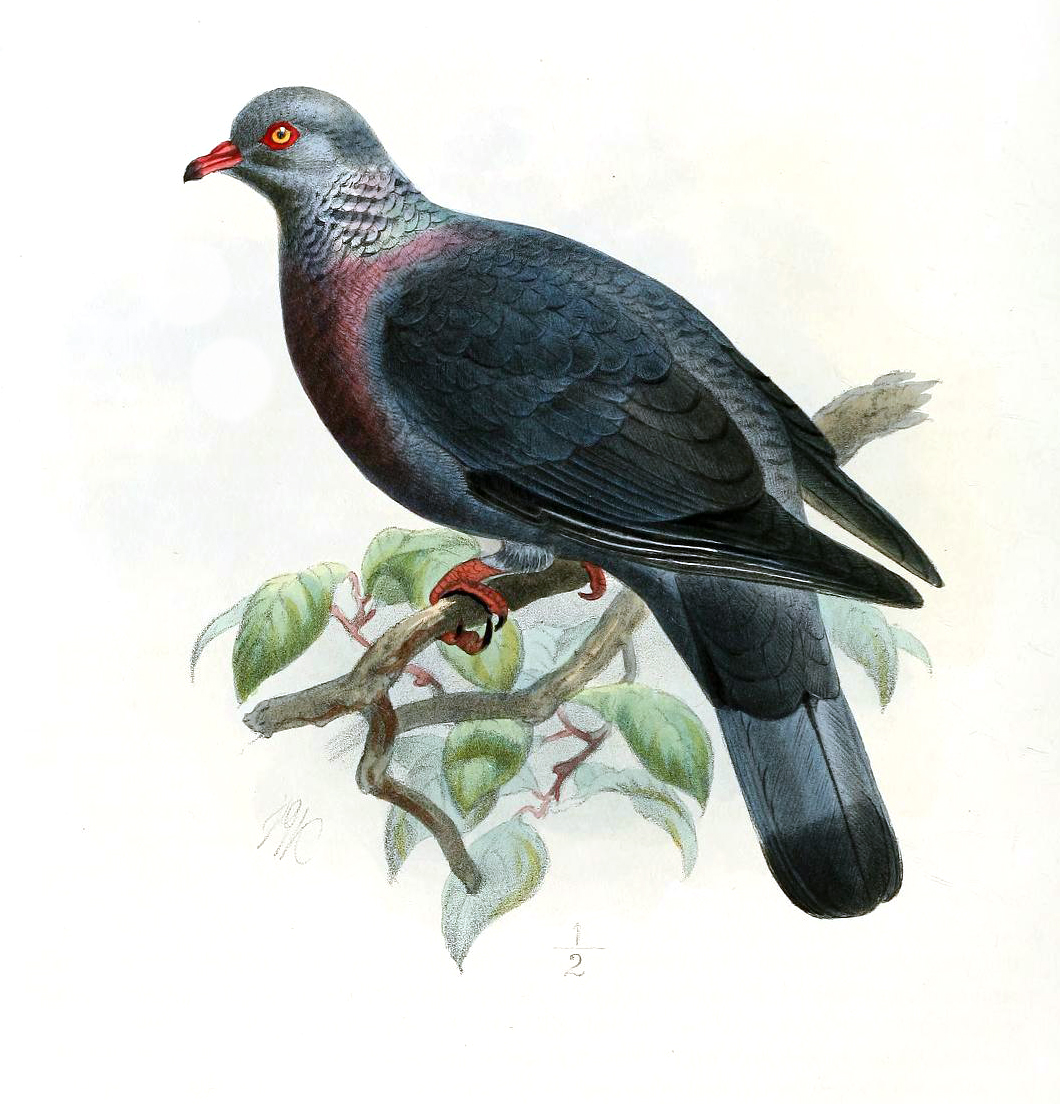
Pigeon trocaz - illustration

Le genre Columba compte les plus grands représentants de la famille des colombidés, et possède la plus large distribution. Les membres le composant sont généralement gris pâle ou bruns, souvent avec la tête blanche ou des marques sur le cou et des taches caractéristiques vertes ou mauves irisées sur le cou et la poitrine. Les plumes du cou peuvent être alignées et donner un aspect cannelé. L'un des sous-groupes au sein du genre Columba est constitué du Pigeon ramier (C. palumbus), espèce eurasienne très répandue, du Pigeon de Bolle (C. bollii), du Pigeon trocaz, et du Pigeon gris (C. unicincta), africain. Les deux pigeons endémiques de Macaronésie, le Pigeon de Bolle et le Pigeon trocaz, semblent provenir de populations ancestrales insulaires isolées de Pigeon ramier (C. palumbus).
Les archipels des Canaries, des  Açores, et de Madère dans l'océan Atlantique ont une origine volcanique et n'ont jamais fait partie d'un continent. La formation de Madère a commencé au Miocène et l'île était pratiquement apparue il y a 700 000 ans. À plusieurs reprises par le passé, les principales îles de ces archipels ont été colonisées par des Pigeons ramiers, qui ont évolué sur ces îles, indépendamment des populations continentales. L'étude de séquences d'ADN mitochondrial et nucléaire suggèrent que l'ancêtre du Pigeon de Bolle est peut-être arrivé aux Canaries il y a environ 5 millions d'années, mais une autre lignée, qui a dérivé en une autre espèce endémique des Canaries, le Pigeon des lauriers (C. junoniae), est arrivée il y a peut-être 20 millions d'années. L'arrivée la plus récente de Pigeons ramiers sur Madère a dérivé en la sous-espèce C. palumbus maderensis.
Le Pigeon trocaz est décrit pour la première fois en 1829 par Karl Heineken, un médecin et ornithologue allemand qui vit à Madère à l'époque. Il le reconnaît comme différent de la forme locale du Pigeon ramier, actuellement en voie d'extinction, qu'il appelait Palumbus, et note que les deux pigeons ne se reproduisaient jamais entre eux et qu'ils étaient même très rarement associés. Ne trouvant nulle correspondance entre son espèce et celles déjà décrites, il propose de donner comme dénomination spécifique à la nouvelle espèce son appellation locale, « trocaz ». Ce mot est une variante du portugais torcaz, désignant le Pigeon ramier. Ces deux mots dérivent en fait du latin torquis, « collier », et font allusion aux marques de couleurs de l'oiseau autour du cou. Il s'agit d'une espèce monotypique, bien que le Pigeon de Bolle ait été parfois considéré comme une sous-espèce du Pigeon trocaz.

## Menaces et protection

### Menaces

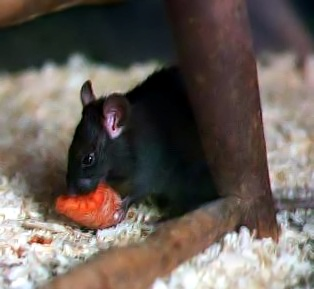
Le Rat noir est l'un des plus grands prédateurs du Pigeon trocaz.

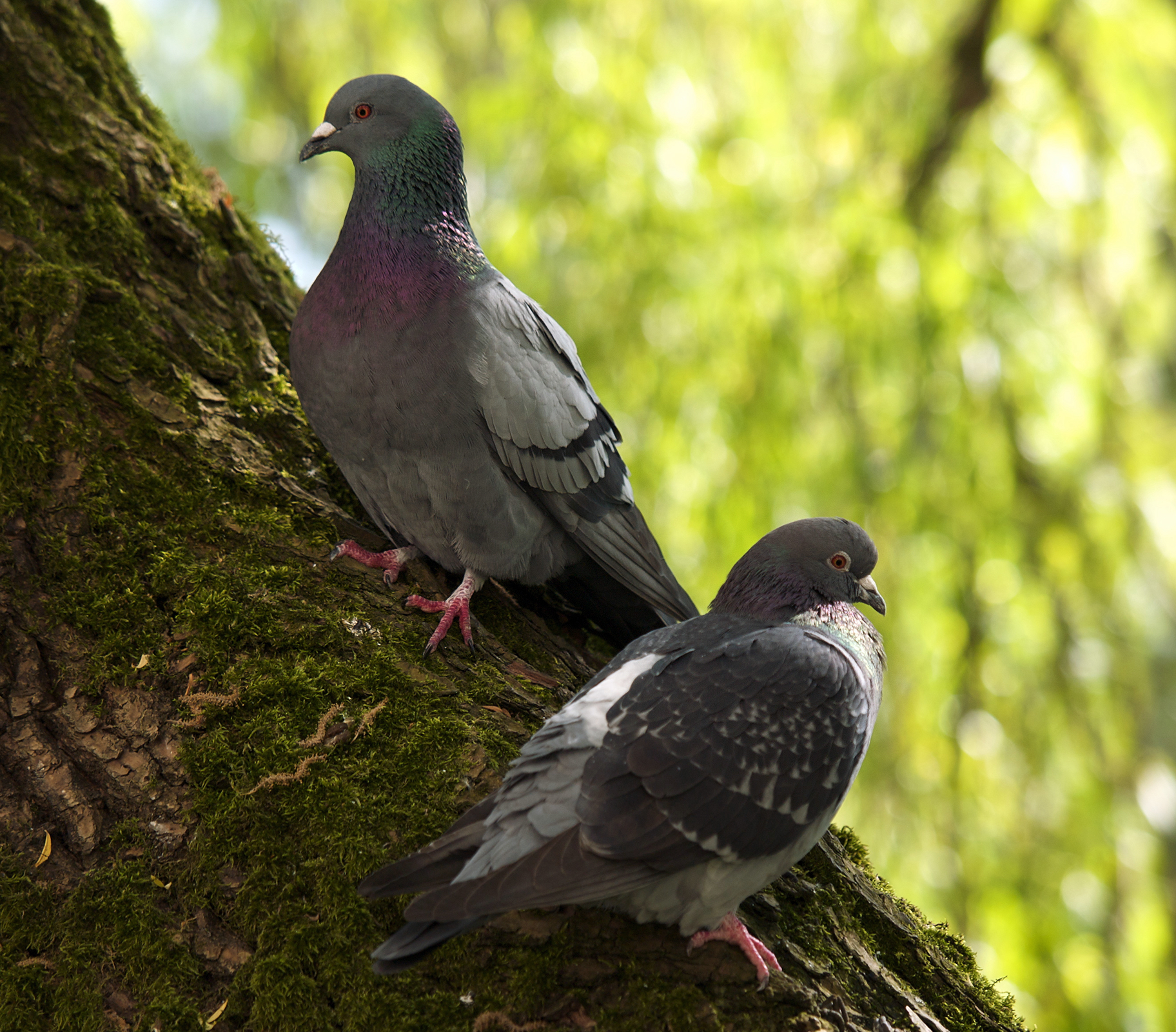
Les populations férales de Pigeon biset forment l'autre espèce actuelle de Columbidae présente à Madère, où ils sont allochtones.

Le Pigeon trocaz vivait autrefois sur l'île principale de Madère et sur celle de Porto Santo située à proximité. Il était très abondant avant que les îles soient colonisées par les hommes, mais il a par la suite disparu de Porto Santo, et en 1986, ses effectifs totaux étaient tombés à 2 700 oiseaux. Ces chutes d'effectifs sur les deux îles, les seules habitées de l'archipel, étaient en grande partie dues à la déforestation pour le bois et pour la mise en culture de terres agricoles et de pâturages. En effet, la laurisylve couvrait l'intégralité de ces îles avant que l'Homme n'arrive dans l'archipel en 1419, alors qu'elle ne représente aujourd'hui plus que 15 % de la surface de l'île de Madère. La chasse de ses oiseaux, à la fois pour le sport mais également en réponse aux dégâts qu'ils causent aux cultures, a également contribué à ce déclin, tout comme les empoisonnements dont ils font l'objet. Ainsi, à la suite des dégâts que l'espèce a faits aux cultures en 1985, une saison de chasse particulière a été décrétée, et 300 oiseaux ont été tirés et 150 à 200 ont été empoisonnés.

### Plan de sauvegarde
Depuis les années 1980, on prête plus attention à cet oiseau et diverses mesures de sauvegardes ont été prises. Ainsi, sa chasse a été interdite en 1989 par le Portugal. Quelques cas de chasse illégale et d'intoxication ont toujours lieu en raison des dommages que ce pigeon peut faire aux cultures, et le gouvernement a autorisé des tirs de destruction en 2004. Mais c'est surtout la création du parc naturel de Madère en 1982 qui a permis de faire augmenter les effectifs de pigeons. En effet, le parc permet de préserver la forêt de laurier, habitat essentiel pour le Pigeon trocaz, notamment en excluant le cheptel bovin de la forêt indigène, ce qui a permis à cette dernière de se régénérer et de redevenir un habitat approprié pour le pigeon. Le parc a par ailleurs mis en place un plan de gestion pour le Pigeon trocaz. En 1988, le Conseil international pour la préservation des oiseaux ( CIPO) a étudié les préférences en termes d'habitat de cette espèce, sa distribution et les densités de populations. Des essais ont été menés en parallèle pour limiter l'impact de cet oiseau pour les cultures par l'installation d'épouvantails, de fils en nylon au-dessus des cultures et, plus récemment, de canons. Un programme de sauvegarde spécifique à l'espèce, financé par L'instrument financier pour l'environnement (LIFE), a par ailleurs été mené entre 1994 et 1996, pour mettre les bases d'une préservation de l'espèce à long terme en protégeant son habitat, luttant contre le rat et sensibilisant la population.
Le principal facteur limitant la vitesse à laquelle le pigeon voit ses effectifs augmenter est peut-être la prédation des jeunes par le Rat noir (Rattus rattus). Le ministère de l'agriculture portugais met d'ailleurs en place des campagnes d'éradication, pour protéger l'oiseau mais également pour des questions de santé publique. Une campagne de promotion des canons pour effrayer les oiseaux dans les terres cultivées est menée pour limiter les dégâts dans les récoltes et les persécutions qui en découlent. Il y a maintenant entre 8 500 et 10 000 oiseaux sur environ 160 km2 d'habitat convenable.

### Statut
Sa population croissante lui permet d'être désormais classé comme « quasi menacé » sur la liste rouge de l'UICN, alors qu'il avait été classé espèce menacée en 1988. Cette espèce est protégée en vertu de la directive oiseaux de l'Union européenne depuis 1986, et les forêts de lauriers au titre de la directive habitats. L'île de Madère comprend sept zones importantes pour la conservation des oiseaux (ZICO) dont cinq abritant ce pigeon, et sont classées comme zones de protection spéciales. Il est également cité dans l'annexe III de la convention de Berne, parmi les espèces protégées. Au niveau national, il est considéré comme vulnérable dans le livre rouge des espèces.